# 弓削村 (福岡県)
弓削村（ゆげむら）は、福岡県三井郡にあった村。現在の久留米市の一部。

## 地理
筑後川の右岸、陣屋川と大刀洗川に囲まれた平野に位置していた。

## 歴史

### 沿革
- 1889年（明治22年）4月1日 - 町村制の施行により、御井郡上弓削村、石崎村、鳥巣村、高良村が合併して村制施行し、弓削村が発足[1][2]。
- 1896年（明治29年）4月1日 - 郡の統合により三井郡に所属[1][3]。
- 1955年（昭和30年）3月1日 - 三井郡大城村、金島村、北野町と合併し北野町が存続して廃止された[1][2]。

### 地名の由来
- 次の二説あり[1]。

1. 『和名類聚抄』に記載の「弓削郷」から。
2. 「ゆ」は水、「け」は削るの意味で、川に削られた土地。

## 教育

### 小学校
- 1886年（明治19年） - 北野尋常小学校分校開設[1]
- 1907年（明治40年） - 弓削尋常高等小学校開校[1]